# Charles William Parker
Pour les articles homonymes, voir Charles Parker et Parker.
Charles William Parker (20 décembre 1912-11 juin 1997) est un homme politique canadien de la Colombie-Britannique. Il est député provincial créditiste de la circonscription britanno-colombienne de Peace River de 1952 à 1956.

## Biographie
Né à Calgary en Alberta, Parker étudie sur place. Parker sert comme ministre de l'Église du Nazaréen de confession méthodiste.
Parker meurt à Saanichton (en) en juin 1997 à 84 ans.